# Анисимов, Николай Андреевич
Николай Андреевич Анисимов (12 мая 1892, Орловская область или Грозный, Терская область — 25 января 1920, Новочеркасск, Донская область) — революционер, большевик, участник борьбы за Советскую власть на Северном Кавказе.

## Биография
Родился в Орловской губернии (по другим данным — в Грозном). В 1903 год его отец был арестован за участие в забастовке и скончался в тюрьме.
В 1911 году Анисимов окончил Грозненское реальное училище и поступил в Петербургский политехнический институт.
В 1913 году вступил в ВКП(б), стал принимать участие в революционной деятельности студенчества. Приехав на каникулы в Грозный, принял активное участие в забастовке работников нефтяных промыслов. За это он был арестован и исключён из института.
В 1914 году стал одним из руководителей грозненской большевистской организации. После Февральской революции возглавил грозненский Совет рабочих депутатов.
В декабре 1917 года Чеченский совет во главе с Тапой Чермоевым предъявил ультиматум Грозненскому Совету рабочих депутатов с требованием разоружить рабочих и революционных солдат. После этого чеченские части «Дикой дивизии» захватили город. Было сформировано Временное терско-дагестанское правительство.
Пришлось вывести революционные части из Грозного. Вместе с ними уехал в Ставрополь и Анисимов. В декабре 1917 Анисимов стал председателем Военно-революционного комитета Ставропольского гарнизона, а в 1918 году — военным комиссаром Ставропольской губернии. Впоследствии назначался военно-политическим комиссаром Брянского района, комиссаром Северо-Кавказского военного округа, уполномоченным военного совета этого округа в Астрахани, член РВС Каспийско-Кавказского фронта, 11-й, 12-й и 9-й армий. Был делегатом VI съезда РСДРП(б) и II Всероссийского съезда Советов.
В декабре 1919 года заболел тифом. Скончался от болезни в Новочеркасске 25 января 1920 года. Решением ЦК РКП (б) и политуправления Реввоенсовета за исключительные заслуги перед революцией похоронен в Москве 23 февраля 1920 года на Донском кладбище.

## Память
В советский период одна из улиц Грозного (бывшая Баклановская), на которой жил Анисимов, была названа Анисимовской.
В 1960 году на здании детской музыкальной школы № 1 (ул. Анисимова, 9) была установлена мемориальная доска:
Здесь проживал в 1917 г. Н. А. Анисимов — руководитель грозненских большевиков.
В 1961 году имя Анисимова было присвоено вновь построенному Новогрозненскому нефтеперерабатывающему заводу.
На здании реального училища, в котором учился Анисимов, ставшем впоследствии Грозненской средней школой № 2, в советское время размещался его горельефный портрет.
В 1974 году перед грозненской средней школой № 2 была установлена памятная стела, посвящённая Николаю Анисимову.
В 1982 году по адресу ул. Дзержинского, 6 установили мемориальную доску с надписью:
На этом месте находилось первое Грозненское реальное училище, в котором обучались выдающиеся революционеры: руководитель грозненских большевиков Н. А. Анисимов и организатор Грозненской Красной армии М. К. Левандовский.